# Список космических запусков России в 2021 году
В 2021 году Россия выполнила пуски ракет космического назначения с космодромов «Байконур», «Восточный» и «Плесецк», кроме того произведен 1 пуск ракеты «Союз-СТ» с космодрома «Куру», формально не относящийся к российским. Россия заняла третье место по числу запусков ракет космического назначения. Доля России в космических запусках составила 17 % (24 пусков), против 38 % у КНР (55 пусков) и 31 % у США (45 пусков). 

## Список орбитальных космических запусков России в 2021 году
| Дата        | Ракета-носитель  | Полезная нагрузка | Заказчик          | Космодром/Старт.комплекс | Результат       |
| ----------- | ---------------- | --- | ----------------- | ------------------------ | --------------- |
| 2 февраля   | Союз-2.1б        | Космос-2549 (Лотос-С № 5) | Минобороны России | Плесецк 43/4             | Успех           |
| 15 февраля  | Союз-2.1а        | Прогресс МС-16 | Роскосмос         | Байконур 31/6            | Успех           |
| 28 февраля  | Союз-2.1б/Фрегат | Арктика-М № 1 | Роскосмос         | Байконур 31/6            | Успех           |
| 22 марта    | Союз-2.1а/Фрегат | - CAS500-1 - ELSA-d (Chaser+Target) - GRUS-1B - GRUS-1C - GRUS-1D (FSTRA) - GRUS-1E - NAJM-1 - DMSAT-1 - ADELIS-SAMSON 1,2,3 - Kepler 6,7 - NanoSatC-Br2 - KMSL - Pumbaa - Timon - Beesat-5,-6,-7,-8 - Hiber-3 - UniSat-7 - REGULUS - BCCSAT-1 - DIY-1 (ArduiQube) - FESS - SMOG-1 - STECCO - Unicorn-1 - НИУ ВШЭ — ДЗЗ (МИЭМ 3U) - Сириус-ДЗЗ (Сириус 3U) - ОрбиКрафт-Зоркий - WildTrackCube-SIMBA - GRBAlpha - LacunaSat2-B - 3B5GSAT - Challenge ONE - KSU CubeSat | KARI              | Байконур 31/6            | Успех           |
| 25 марта    | Союз-2.1б/Фрегат | OneWeb № 5 (36 КА) | OneWeb            | Восточный 1С             | Успех           |
| 9 апреля    | Союз-2.1а        | Союз МС-18 | Роскосмос         | Байконур 31/6            | Успех           |
| 26 апреля   | Союз-2.1б/Фрегат | OneWeb № 6 (36 КА) | OneWeb            | Восточный 1С             | Успех           |
| 28 мая      | Союз-2.1б/Фрегат | OneWeb № 7 (36 КА) | OneWeb            | Восточный 1С             | Успех           |
| 25 июня     | Союз-2.1б        | Космос-2550 (Пион-НКС № 901) | ВКС России        | Плесецк 43/3             | Успех           |
| 30 июня     | Союз-2.1а        | Прогресс МС-17 | Роскосмос         | Байконур 31/6            | Успех           |
| 1 июля      | Союз-2.1б/Фрегат | OneWeb № 8 (36 КА) | OneWeb            | Восточный 1С             | Успех           |
| 21 июля     | Протон-М         | МЛМ-У Наука | Роскосмос         | Байконур 200/39          | Успех           |
| 22 августа  | Союз-2.1б/Фрегат | OneWeb № 9 (34 КА) | OneWeb            | Байконур 31/6            | Успех           |
| 9 сентября  | Союз-2.1в/Волга  | Космос-2551 | ВКС России        | Плесецк 43/4             | Успех           |
| 14 сентября | Союз-2.1б/Фрегат | OneWeb № 10 (34 КА) | OneWeb            | Байконур 31/6            | Успех           |
| 5 октября   | Союз-2.1а        | Союз МС-19 | Роскосмос         | Байконур 31/6            | Успех           |
| 14 октября  | Союз-2.1б/Фрегат | OneWeb № 11 (36 КА) | OneWeb            | Восточный 1С             | Успех           |
| 28 октября  | Союз-2.1а        | Прогресс МС-18 | Роскосмос         | Байконур 31/6            | Успех           |
| 24 ноября   | Союз-2.1б        | Прогресс М-УМ | Роскосмос         | Байконур 31/6            | Успех           |
| 25 ноября   | Союз-2.1б/Фрегат | Космос-2552 (Тундра № 5) | ВКС России        | Плесецк 43/4             | Успех           |
| 8 декабря   | Союз-2.1а        | Союз МС-20 | Роскосмос         | Байконур 31/6            | Успех           |
| 13 декабря  | Протон-М/Бриз-М  | - Экспресс-АМУ3 - Экспресс-АМУ7 | Космическая связь | Байконур 200/39          | Успех           |
| 27 декабря  | Союз-2.1б/Фрегат | OneWeb № 12 (36 КА) | OneWeb            | Байконур 31/6            | Успех           |
| 27 декабря  | Ангара-А5/ДМ-03  | ММГ | Минобороны России | Плесецк 35/1             | Частичный успех |

## Список суборбитальных запусков России в 2021 году
| Дата       | Ракета-носитель | Полезная нагрузка    | Заказчик          | Стартовый комплекс    | Результат |
| ---------- | --------------- | -------------------- | ----------------- | --------------------- | --------- |
| июль       | ЗУР С-500       | Боевой блок          | Минобороны России | Полигон «Капустин Яр» | Успех     |
| 21 октября | Р-30 «Булава»   | Учебные боевые блоки | Минобороны России | К-552 «Князь Олег»    | Успех     |

## Статистика орбитальных запусков
Запуски РН «Союз» с космодрома «Куру» осуществляет Европейское космическое агентство и формально российскими они не являются.

### Российские запуски по ракетам-носителям
| Ракета-носитель                                 | Число стартов | Неудачи | Примечания |
| ----------------------------------------------- | ------------- | ------- | ---------- |
| Ангара-А5                                       | 1             |         |            |
| Протон-М                                        | 2             |         |            |
| Союз-2.1а                                       | 7             |         |            |
| Союз-2.1б                                       | 13            |         |            |
| Союз-2.1в                                       | 1             |         |            |
| Всего                                           | 24            |         |            |
| Запуски, формально не относящиеся к российским: |               |         |            |
| Союз-СТ-Б                                       | 1             |         |            |

### Российские запуски по космодромам
| Космодром                                       | Число стартов | Неудачи | Примечания |
| ----------------------------------------------- | ------------- | ------- | ---------- |
| Байконур                                        | 14            |         |            |
| Восточный                                       | 5             |         |            |
| Плесецк                                         | 5             |         |            |
| Запуски, формально не относящиеся к российским: |               |         |            |
| Куру                                            | 1             |         |            |

### Все запуски по странам мира
| Страна                    | Число стартов | Неудачи | Примечания |
| ------------------------- | ------------- | ------- | ---------- |
| Китай                     | 55            | 3       |            |
| Соединённые Штаты Америки | 45            | 2       |            |
| Россия                    | 24            |         |            |
| Европейский союз          | 7             |         |            |
| Новая Зеландия            | 6             | 1       |            |
| Япония                    | 3             |         |            |
| Индия                     | 2             | 1       |            |
| Иран                      | 2             | 2       |            |
| Республика Корея          | 1             | 1       |            |
| Всего                     | 145           | 10      |            |